# Алея Героїв (Полтава)
Алея Героїв – меморіальний комплекс воїнів АТО/ООС (війни на сході України) на старому міському кладовищі міста Полтава. Створена та відкрита у 2016 році за ініціативи депутата Полтавської міської ради Вадима Ямщикова.
Рішенням виконкому Полтавської міської ради від 18.09.2015 №185 було відведено сектор для почесних поховань загиблих військовослужбовців, учасників АТО на території Центрального кладовища м. Полтава за адресою вул. Європейська, 154.
Мета створення Алеї – увічнення пам'яті, забезпечення вшанування та гідного поховання загиблих військовослужбовців, учасників бойових дій, осіб, які здійснили героїчні вчинки в ім'я українського народу, мають особливі заслуги перед Вітчизною.

## Опис
Меморіальний комплекс охоплює:
- місце поховання героїв (персональні захоронення);
- місце для проведення заходів вшанування пам'яті;
- пам'ятний знак (стелу) з флагштоком під Державний Прапор;
- меморіальну стіну, де викарбувані всі прізвища загиблих воїнів з Полтавщини.

На меморіальній стіні нанесений текст вірша «Невже це все?» чернігівської поетеси Олени Лемішко.

Невже це все? Не буде більше болю?

Не буде залпів і безглуздих слів...

Я йшов вперед… і впав на полі бою,

Я вже помер, хоч жити так хотів...

Ми йшли у бій за покликом свободи,

Ми не змогли рабами в світі жить...

Ми йшли у люту спеку і в негоди,

Ми ж мали рідну землю боронить!

Я вже помер, та ні... жалю не маю...

Є просто щем нездійснених бажань,

Є сльози тих, кого я так кохаю...

І розпач їх, і стогін їх благань.

Я йду від вас... я йду тепер на небо,

Та залишусь навіки у серцях...

Не треба сліз… і болю більш не треба,

Лиш залишіть мій образ у думках.

Згадайте нас, брати мої по крові,

А ми вас захищатимем з небес.

Ми одягли вінки свої тернові

Щоб дух свободи зрештою воскрес...

26.11.2014

## На Алеї Героїв поховані
На Алеї Героїв поховані:
- Сергій Лимар (1989-2014)[3]

- Антон Цедик (1987-2014)[4]

- Олександр Максимов (1974-2014)[5]

- Валерій Боняківський (1970-2014)[6]

- Дмитро Гречко (1970-2015)[7]

- Денис Синюк (1993-2015)[8]

- Олександр Мочалов (1978-2014)[9]

- Дмитро Коряк (1989-2015)[10]

- Антон Грицай (1987-2015)[11]

- Олександр Фролов (1974-2015)[12]

- Роман Василенко (1982-2016)[13]

- Андрій Ярешко (1964-2016)[14]

- Мирослав Кабушко (1978-2016)[15][16]

- Денис Лесняк (1979-2016)[17]

- В'ячеслав Литовченко (1971-2016)[18]

- Олександр Лукаш (1965-2016)[19]

- Ростислав Чипенко (1978-2017)[20]

- Владислав Козченко (1997-2018)[21]

- Андрій Купріян (1974-2018)[22][23]

- Олександр Каменюк (1981-2015)[24]

- Микола Чепіга (1977-2014)[25]

- Дмитро Пругло (1990-2019)[26]

## Фото
|  |  |  |
|  |  |  |